# Kockens
Kockens AB är ett svenskt företag och varumärke för kryddor, som sedan 2008 ägs av livsmedelföretaget Culinar. Det ingår i koncernen Lyckeby Stärkelsen, som ägs av cirka 1000 potatisodlare i södra Sverige. Företaget är baserat i Fjälkinge cirka en mil öster om Kristianstad.
Kockens marknadsför förutom kryddor också potatismos, potatismjöl och redning samt glutenfritt mjöl under varumärket Lailas.
Kockens har tillsammans med konkurrenten Santa Maria länge dominerat konsumentmarknaden för kryddor i Sverige. År 1997 hade de båda varumärkena drygt fyrtio procent av marknaden vardera.

## Historia
Varumärket registrerades 1916. När Kockens bildades drevs produktionen av kryddorna i Ystad.
År 1970 köptes Kockens AB av Gevalia i Gävle. Gevalia hade dittills sålt kryddor under eget namn, men efter uppköpet blev Kockens varumärke för kryddor tillverkade i både Gävle och Ystad. Året därpå köptes Gevalia i sin tur av General Foods. I september 1974 meddelade General Foods att tillverkningen i Ystad skulle upphöra och verksamheten koncentreras till Gävle. Fabriken i Ystad hade då 45 anställda.
General Foods köptes senare upp av Kraft Foods och 1999 köpte Unilever varumärket Kockens. Kryddproduktionen i Gävle köptes samtidigt av bondekooperativa Culinar. Hösten 2002 inleddes en flytt av verksamheten till Culinars fabrik i Fjälkinge, vilket var helt genomfört våren 2003. Därmed hamnade produktionen åter i Skåne. Ungefär samtidigt inleddes ett byte av varumärke till "Kockens Knorr" för att på sikt helt ersätta varumärket Kockens med Knorr.
År 2008 köpte Culinar varumärket Kockens från Unilever och bildade bolaget Kockens AB för att hantera varumärket samt övrig konsument- och storköksrelaterad verksamhet.